# بير حسين بن أمير محمود

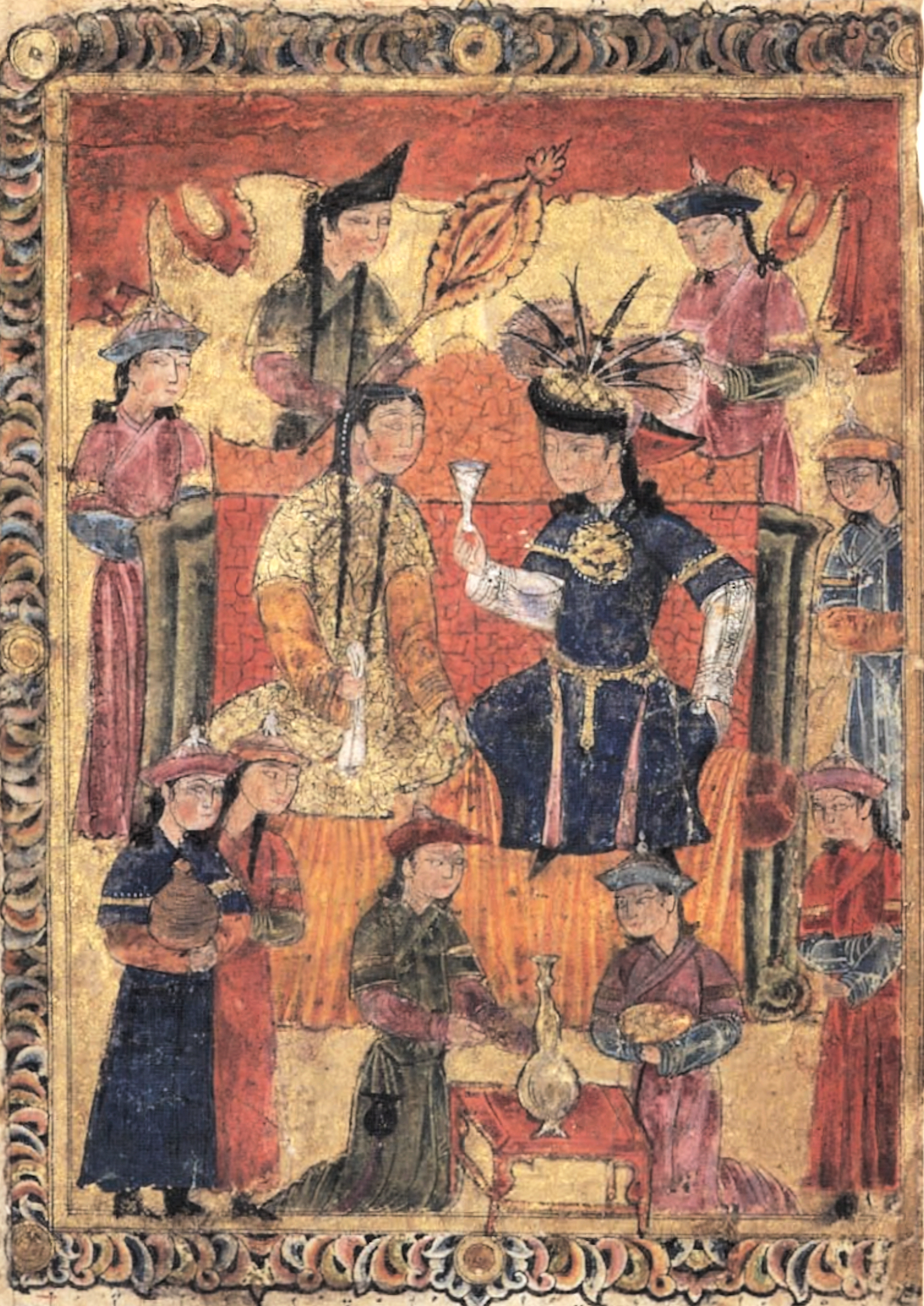
مشهد أميري معاصر من أصفهان، خلال الفترة الأخيرة من الحكم الجوباني. من مؤنس الأحرار في دقائق الأشعار، الصفحة الأولى، أصفهان، 1341.

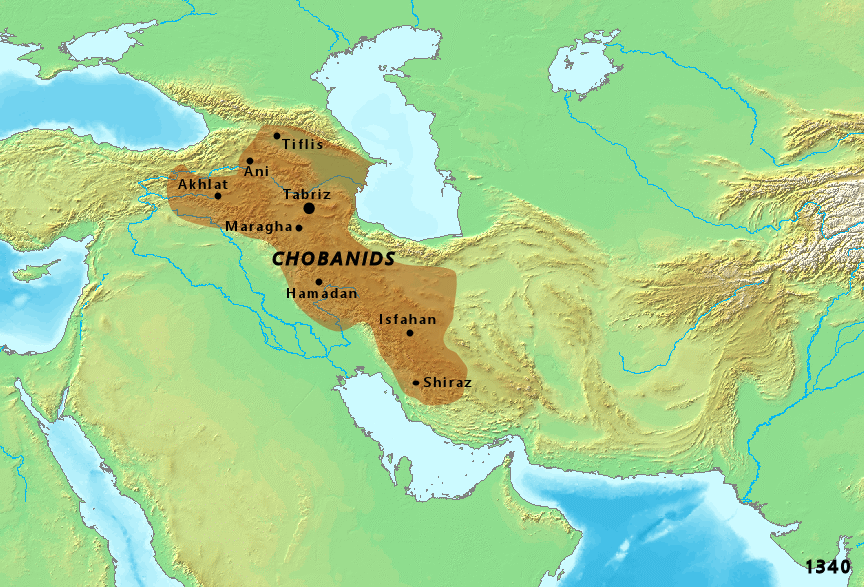
خريطة الدولة الجوبانية في أقصى اتساع لها حوالي عام 1340 م

بير حسين بن أمير محمود بن أمير جوبان (توفي عام 1342 ) كان أميرًا جوبانيًا ، ابن الشيخ محمود، نائب الملك الإلخاني (الجوباني) على جورجيا، وحفيد أمير جوبان.
شارك في المعركة ضد الوزير الإيلخاني والخان أربا خان في وادي جغاتو، المعروف اليوم باسم زارينا (زارينا رود) بالقرب من مراغة، وهي المعركة التي برز فيها بير حسين وعمه سورجان (أبناء أمير جوبان)، وعين الأخير حاكمًا على العراق.
في عام 1336 وضع الجلائريون محمد خان على العرش الفارسي. ثم حاول الجوباني حسن كوجوك إعادة تجميع قوات العائلة وأعلن أن والده تيمورطاش الجوباني، الذي كان يتمتع بدعم كبير بين الأمراء، كان على قيد الحياة؛ وقُدم عبد اسمه قرة دجاري، كان يشبهه إلى حد ما، على أنه تيمورتاش وقَبِلَتْه أرملته. وقد حذر السلطان المملوكي النصر محمد الذي أمر بإعدام تيمورتاش جوبان من هذه الخدعة، ولكن لم يستمع إليه. وانضم إليه الجوبانيون وأنصارهم. وقد ترك بعض الجوبانيين خدمة الجلائري حسن بزرك. هزم المتمردون حسن بزرك في نوشهر في منطقة العتاق (بالقرب من نخجوان) في 16 تموز 1338 م. واحتُلّت منطقة تبريز (وكل أذربيجان) وأٌعدم محمد خان.
ثم حاول كارا جارى (المفترض أنه تيمورتاش) الاستيلاء على السلطة لنفسه، لكنه فشل واضطر إلى الفرار. دعم بير حسين حسن كوجوك في هذه المسألة.
في مايو 1339 أحضر كوجوك سليمان خان إلى العرش، وتزوج من ساتي بيك. تحالف بير حسين أثناء فتحه لشيراز مع الأمير الإنجوي شمس الدين محمد الذي سيطر على أصفهان. وبعد شهر من حكمه، أعدم بير حسين محمد، مما أثار ثورة شعبية جعلته يخسر شيراز، بالإضافة إلى ذلك أقسم الإنجوي على الانتقام. ذهب بير حسين لخدمة ابن عمه في مكان آخر.
في عام 1340، قام بير حسين، في خدمة كوجوك، بغزو شيراز للمرة الثانية بفضل دعم المظفر مبارز الدين محمد (الذي تنازل له عن منطقة كرمان كمكافأة) وتنازل عن أصفهان (سنة 1340 م) لأبي إسحاق جمال الدين (أمير سلالة الإنجيين)، جزئيًا لكسب ود العائلة وجزئيًا لمواجهته مع مبارز الدين. عُين بير حسين حاكمًا قوبانيًّا على شيراز.
وبعد فترة وجيزة، تحالف أبو إسحاق الأصفهان مع شقيقه جلال الدين مسعود شاه، المتظاهر بفارس حيث حكم بعض الأراضي، ومع الأعضاء المنشقين من عائلة جوبان (وخاصة مالك أشرف بن تيمورتاش بن جوبان، ابن عم بير حسين وشقيق حاكم تبريز، حسن كوجوك)، وتآمروا معًا لاستعادة فارس من بير حسين وكذلك للانتقام لمقتل شقيقه. وفي عام 1342م، جمع الحلفاء في أصفهان، وهزموا بير حسين الذي لم يكن متأكدًا من الولاءات التي يمكنه الاعتماد عليها بين الإقطاعيين في فارس ويزد، ففر إلى تبريز حيث قتله ابن عمه حسن كوجوك، لأنه شعر بالاشمئزاز لأنه تسبب في خسارة فارس (1342م).

## فهرس
- قالب:Histmong
- May, Timothy. «Chūbānids». Encyclopaedia of Islam, THREE. Editada per: Kate Fleet, Gudrun Krämer, Denis Matringe, John Nawas, Everett Rowson. Brill Online, 2016. 4 de juny de 2016 <http://referenceworks.brillonline.com/entries/encyclopaedia-of-islam-3/chubanids-COM_24622>
- Article Chobanids a Encyclopaedia Iranica

## ملحوظات
1. ↑  Carboni، Stefano (1994). Illustrated Poetry and Epic Images. Persian paintings of the 1330s and 1340s (PDF). New York: Metropolitan Museum of Art. ص. 17. مؤرشف من الأصل (PDF) في 2025-05-22. The political situation in Isfahan and Shiraz before and about 1341 was confused. After the death of Abū Said in 1335, Isfahan was indirectly controlled by the Chūbanid Shaykh Hasan, who installed the Ilkhanid Sulayman as ruler of the region, but local leaders, among whom was a member of the Lunbānī family, made the town almost independent.
2. ↑  uns 20 km al sud